# Chuyến bay 2904 của Lufthansa
Chuyến bay 2904 của Lufthansa là một chuyến bay quốc tế của hãng hàng không Lufthansa bằng dòng máy bay Airbus A320 có hành trình bay từ sân bay Frankfurt, Đức đến sân bay Quốc tế Okęcie (nay là sân bay Frédéric Chopin Warszawa), Ba Lan vào ngày 14 tháng 9 năm 1993.

## Máy bay
Chuyến bay được khai thác bằng máy bay Airbus A320-200 mang số đăng bạ D-AIPN, thực hiện chuyến bay đầu tiên vào năm 1990.

## Tai nạn
Chuyến bay 2904 đã được phép hạ cánh xuống đường băng 19/11 của sân bay Quốc tế Okęcie và được thông báo về sự tồn tại của gió cắt trên đường tiếp cận. Cơ trưởng đã cố gắng hạ cánh bằng cách cho máy bay nghiêng nhẹ về bên phải với tốc độ nhanh hơn bình thường là khoảng 20 hải lý một giờ (37km/h; 23 dặm/giờ). Theo sách hướng dẫn, đây là quy trình chính xác cho các điều kiện thời tiết được báo cáo, nhưng báo cáo thời tiết không được cập nhật. Tại thời điểm máy bay chạm đất, luồng gió ngược được giả định hóa ra là gió xuôi khoảng 20 hải lý một giờ (37 km/h; 23 dặm/giờ). Với kết quả máy bay chạm đất với vận tốc xấp xỉ 170 hải lý một giờ (310 km/h; 200 dặm/giờ) và vượt xa điểm hạ cánh bình thường. Bánh xe phải chạm xuống 770 mét (2.530 ft) tính từ ngưỡng đường băng, còn bánh xe trái chạm xuống 9 giây sau đó, cách ngưỡng 1.525 mét (5.003 ft). Chỉ khi bánh trái chạm xuống mặt đường băng, bộ phận đảo chiều lực đẩy trên mặt đất và bộ phận đảo ngược lực đẩy của động cơ mới bắt đầu hoạt động, hai hệ thống phanh này phụ thuộc vào lực nén của thanh chống oleo (giảm xóc). Hệ thống phanh bánh xe vốn được kích hoạt khi bánh xe quay bằng hoặc lớn hơn 72 hải lý một giờ (133 km/h; 83 dặm/giờ) thì mới bắt đầu hoạt động sau khoảng 4 giây.
Chiều dài còn lại của đường băng (tính từ thời điểm hệ thống phanh bắt đầu hoạt động) quá ngắn để máy bay có thể phanh lại. Khi nhìn thấy sắp đến cuối đường băng và có chướng ngại vật phía sau, cơ trưởng đã lái máy bay sang bên phải để ra khỏi đường băng. Máy bay rời đường băng với tốc độ 72 hải lý một giờ (133 km/h; 83 dặm/giờ) và lăn 90 mét (300 ft) trước khi cánh trái va vào bờ kè và một chiếc máy bay LLZ. Ngọn lửa bùng lên từ cánh trái lan sang khoang hành khách. Hai trong số tất cả 70 người trên máy bay đã thiệt mạng, bao gồm giáo viên hướng dẫn bay (ngồi ở ghế bên phải ghế của cơ trưởng) chết khi va chạm và một hành khách không thể thoát ra ngoài do khói trong cabin khiến cho bất tỉnh.

## Nguyên nhân tai nạn
Nguyên nhân chính dẫn đến xảy ra tai nạn là do các quyết định và hành động không chính xác của tổ bay. Chiếc máy bay đã chạm mặt ở vị trí xa hơn bình thường nhưng tổ bay lại không quyết định huỷ hạ cánh.

## Hành khách và phi hành đoàn
Do va chạm, ngọn lửa bùng phát và xâm nhập vào khoang hành khách, khiến một hành khách thiệt mạng. Giáo viên hướng dẫn bay cũng bị thiệt mạng sau vụ va chạm. Tổng cộng có 51 người bị thương nặng (bao gồm cả hai thành viên phi hành đoàn) và năm người bị thương nhẹ.